# Драч Ірина Степанівна
Ірина Степанівна Драч (нар. 9 липня 1958, Суми) — українська музикознавиця, педагогиня, музичний критик, організатор науки. Доктор мистецтвознавства, професор.

## Біографічна довідка
У 1977 закінчила Полтавське державне музичне училище ім. М. В. Лисенка по класу В. С. Драч.
У 1982 закінчила Харківський державний інститут мистецтв ім. І. П. Котляревського по класу М. Р. Черкашиної. 1989 — аспірантуру Київської консерваторії ім. П. І. Чайковського.
З 1990 — кандидатка мистецтвознавства. Дисертація: «Оперна творчість В. Белліні та Г. Доніцетті в італійській музично-театральній культурі епохи романтизму», науковий керівник — М. Р. Черкашина‑Губаренко).
З 2005 — докторка мистецтвознавства. Дисертація: «Аспекти вияву композиторської індивідуальності у сучасній культурі (на матеріалі творчості В. С. Губаренка)», науковий консультант — М. Р. Черкашина‑Губаренко).
У 1982—2006 викладала у Сумському державному педагогічному інституті ім. А. С. Макаренка (в 1997—2006 завідувачка кафедри теорії, історії музики та гри на музичних інструментах, реорганізованою пізніше в кафедру хореографії, образотворчого мистецтва, теорії, історії музики й художньої культури).
З 2006 викладає в Харківському університеті мистецтв ім. І. П. Котляревського (в 2006—2019 проректорка з наукової роботи, з 2019 — професорка кафедри історії української та зарубіжної музики), з 2007 — голова Спеціалізованої вченої ради із захисту дисертацій.

## Громадська діяльність
- Членкиня Національної Спілки композиторів України (з 1996).
- Членкиня Національної Всеукраїнської музичної спілки.

## Звання та нагороди
- Кандидат мистецтвознавства (1990).
- Доцент (1991).
- Доктор мистецтвознавства (2005).
- Лауреат Муніципальної премії ім. І.Слатіна (2008).
- Професор (2011).

## Основні музикознавчі праці

### Книги
- Драч І. С. Композитор Віталій Губаренко: формула індивідуальності. — Суми : СДПУ ім. А. С. Макаренка, 2002. — 228 с. — ISBN 966-7413-85-3
- Драч І. С. Художня індивідуальність композитора. — Харків : ФОП Тимченко, 2010. — 106 с. — ISBN 978-966-8661-58-7
- Драч І. С. Композитор Віталій Губаренко. Аспекти творчої індивідуальності. — Харків: Акта, 2021. — 362 с. — ISBN 978-966-8917-98-1
  - Історія українського мистецтва (видання)

### Статті
- Драч И. С. Украинский парафраз на россиниевский сюжет // Джоаккино Россини: Современные аспекты исследования творческого наследия. — К. : КГК им. П. И. Чайковского, 1993. — С. 74—80. — (рос.)
- Драч И. С. Искусство со многими «не» // Музика та культура абсурду ХХ століття. — Суми: СДПІ ім. А. С. Макаренка, 1997. — С. 14—21. — (рос.)
- Драч И. С. Поздние оперы Моцарта и ХХ век (Некоторые наблюдения над типологией оперного творчества в контексте времени) // Моцарт: пространство сцены. — М.: ГИТИС, 1998. — С. 106—112. — (рос.)
- Драч І. С. Під тиском «гравітації» сонету // Зеленая лампа: культурологический журнал. — 1999. — № 1–2. — С. 68–70.
- Драч И. С. Письмо как мифологема в оперном контексте // Науковий вісник НМАУ ім. П. І. Чайковського. Вип. 13: Чотири століття опери. Оперні школи ХІХ–ХХ ст. — К., 2000. — С. 117—124.
- Das romantische Modell einer Oper und deren Funklion in Tschaikowskijs Pique Dame // Musikgeschichte in Mittel- und Osteuropa. Mitteilungen der internationalen Arbeitsgemeinschaft an der Universitat Leipzig. Heft 8. — Chemnitz, 2002. — S. 97—105.
- French Opera comique as model for Ukrainian Musik Theatre // Le rayonnement de l'opera-comique en Europe au XIX-e siècle. — Prague: KLP, 2003. S. 424—430.
- Драч И. С. О феномене «иллюзорного симфонизма» // Музыкальная академия. — 2004. — № 2. — С. 13—15.
- Драч І. С. Італійські освітні стандарти з художньої культури // Сучасна мистецька освіта: реалії та перспективи. — К.: Ін‑т педагогіки і психології професійної освіти АПН України, 2004. — С. 18—23.

- Драч И. С. Феномен композиторской индивидуальности и путь её становления // Келдышевские чтения. 2006. К 95‑летию со дня рождения И. В. Нестьева: доклады, сообщения, статьи / сост. Н. Г. Шахназарова. М.: URSS, 2008. С. 11–27.

- Драч І. С. Травестія на сучасній оперній сцені: нове життя давнього прийому // Часопис НМАУ ім. П. І. Чайковського. — 2009. — № 3 (4). — С. 23—30.
- Драч І. С. «Лукреція» 2009 // Часопис НМАУ ім. П. І. Чайковського. — 2010. — № 2 (7). — С. 44–50.

- Драч И. С. Опера классического бельканто: парадоксы осмысления // Art inter Culturas. Nr. 1. Słupsk: Akademia Pomorskaw Słupsku, 2010.  C. 107—120.
- «Стихи и Реквием по Миньон»: венские страницы жизни и творчества А. Г. Рубинштейна // Проблеми взаємодії мистецтва, педагогіки та теорії і практики освіти. Вип. 30. Брати Рубінштейн. Історичні уроки та плоди просвіти. Харків, 2010. — C. 109—126.

- Ogrodek muzyczny Tamary Nowiczkowej. Z doświadczeń muzykoterapeuticznej praktyki w Charkowie // Rytmika w ksctałceniu muzyków, aktorów, tancerzy і w rehabilitacji. — Łodzi, 2011. — S. 133—139.

- Драч И. С. Фигура дирижера в оперном истеблишменте (по версии Т. Бернхарда) // Проблеми взаємодії мистецтва, педагогіки та теорії і практики освіти. Вип. 35. Професія «музикант» у часопросторі: історико-культурні метаморфози. — Харків, 2012. — С. 382—393;
- Драч И. С. Драма В. Гюго «Анджело, тиран Падуанский» на оперной сцене // Музика у співдружності мистецтв та філософсько-естетична думка // Аспекти історичного музикознавства — V: зб. наук. ст. — Харків, 2012. — С. 159—172.

- Драч И. С. Русская экзотика в оперном творчестве Г. Доницетти // Аспекти історичного музикознавства — VI. Музика і театр в історичному часі та просторі: зб. наук. праць. Харків, 2013. С. 92–114.

- The Kharkov Composer’ School in Ukrainian culture // Ukrainische Musik. Idee und Geschichte einer musikalischen Nationalbewegung in ihrem europäischen Kontext. Leipzig, 2013. S. 51–56.

- Драч І. С. Оперний ландшафт сучасної Європи // Часопис НМАУ ім. П. І. Чайковського. — 2013. — № 3. — С. 149—152.

- НДрач І. С. адії харківського «Онєгіна»: ставка на молодість // Музика. — 2014. — № 5. — С. 48–51.
- Драч І. С. Народження радості // Музика. — 2015.  —№ 12. — С. 28—33.
- Драч І. С. Чітко усвідомлювані перспективи // Часопис НМУА ім. П. І. Чайковського. — 2016. — № 3 (32). — С. 198—199

- Драч И. С. Светотени, или С верой в людей и их судьбы [о премьере балета Ю. Гомельской «Судьбы»] //Музыкальный вестник. Одесса. — 2016. — № 31—32. — С. 57—59.

- Драч І. С. «La dernière pensée de Weber» на сторінках літературних творів ХІХ століття // Музична фактура літературного тексту. Інтермедіальні студії / за редакцію С. Маценки. — Львів : Апріорі, 2017. — С. 55—65.

- Драч І. Корабель Одеської опери прямує до нових берегів // Музика: український інтернет-жернал. 2018. http://mus.art.co.ua/korabel-odeskoji-opery-pryamuje-do-novyh-berehiv/ [Архівовано 24 жовтня 2019 у Wayback Machine.]
- Драч І. Prefacio. На пошану Аділі Мізітової // Аспекти історичного музикознавства. Вип. 15. — Харків : ХНУМ ім. І. П. Котляревського, 2019. — С.6—21.
- Драч І. «Хто твій герой?» : «Лоенгрін» semi-stage в Одесі // Музика: український інтернет-журнал. 2019 http://mus.art.co.ua/khto-tviy-heroy-loenhrin-semi-stage-v-odesi/ [Архівовано 22 грудня 2019 у Wayback Machine.]